# Струга (притока Білоусу)
Стру́га — річка в Чернігівському районі Чернігівської області, права притока річки Білоус басейну Десни.
Довжина річки становить 18 км.
Починається річка на західній околиці села Москалі й тече на південний схід. В селі Левоньки повертає на північний схід, і по селу Рудка тече знову на південний схід.
По берегах невеликі ліси. Середня течія проходить через обривистий каньйон.
На річці села Левоньки та Рудка.